# Valentin Pleiweis
Valentin Pleiweis, slovenski bankir in mecen,* 22. februar 1814, Kranj, Avstrijsko cesarstvo, † 9. december 1881, Dunaj, Avstro-Ogrska.

## Življenje
Rodil se 22. februarja 1814 v trgovski družini v Kranju. Po končani osnovni  šoli, je postal vajenec v trgovini svojega očeta Valentina, ki pa je nadarjenega, a precej samosvojega mladeniča zaradi nadaljnje trgovske izobrazbe poslal na Dunaj k svojim trgovskim znancem. Tu se je Pleiweis brž osamosvojil in ustanovil prva skromno, potem precej znano in ugledno banko (Herrengasse, Bankbazar), s katerim je s časom zelo obogatel. 
Med 1850–70 je imel tudi trgovske zveze z Ljubljano, tako je sodeloval z  trgovino Jožefa Pleiweisa in z žitnim trgovcem Jožefom Martinčičem, s čigar hčerko Antonijo Alojzijo se je 25. jan. 1854 poročil ter tako preko nje prišel v sorodstvo z podjetnikom Gvidonom Pongratzem v Zagrebu in odvetnikom Ferdinandom Dominkušem v Mariboru. 
Bil je velik ljubitelj glasbe in umetnosti, si je na številnih potovanjih (dalj časa je bival v Benetkah) razširil svojo skromno izobrazbo. Bil je zelo znan v dunajskih družabnih krogih; v njegovi hiši so se poleg finančnikov shajali tudi zastopniki glasbene umetnosti, skladatelji, virtuozi in operni pevci, ki jih je radodarno podpiral. Pri tem pa ni pozabil svojega rojstnega mesta. 
Od 1870 dalje je redno vsako leto pošiljal v Kranj zimske obleke za 24 ubožnih šolarjev in za 6 ubožnih meščanov. Pleiweis je imel sina edinca Antona, ki je živel kot rentnik, mnogo potoval po svetu, v Indiji težko zbolel in 60 leten neporočen umrl v sanatoriju Wienerwald na Dunaju. 
Pleweissova hčerka Valentina, poročena z dunajskim industrialcem Henrikom Bucskowskyjem, se je po moževi smrti s svojima 2 hčerkama preselila v München. Valentin Pleiweis je umrl 9. decembra 1881 na Dunaju, pokopan je v Ljubljani. V svoji oporoki je Pleweis zapustil tudi 5000 fl za revne šolarje v Kranju.